# José de Vasconcelos Correia
José de Vasconcelos Correia GCTE • ComC • GCA • CvNSC (Torres Novas, 31 de Agosto de 1804 - Porto, 23 de Julho de 1883), 2.º Conde de Torres Novas, foi um militar português.

## Família
Filho de António Narciso de Vasconcelos Correia (bap. Torres Novas, Santa Maria, 3 de Abril de 1759 - ?), grande Proprietário, e de sua mulher (Torres Novas, Santa Maria, 4 de Março de 1791) Joana Bárbara da Costa de Faria e Sande, neto paterno de Joaquim Inácio Correia de Carvalho (filho de Luís Correia de Carvalho) e de sua mulher Isabel Maurícia Leite de Vasconcelos (filha de Raimundo António Leite de Vasconcelos), neto materno de António José Leitão (Torres Novas - ?) e de sua mulher Albana Helena da Costa de Faria (Santarém, São Vicente do Paul - ?), e irmão mais novo de António César de Vasconcelos Correia, 1.º Visconde de Torres Novas e 1.º Conde de Torres Novas, Joaquim de Vasconcelos Correia (? - 1823), Guilherme de Vasconcelos Correia, General, casado com Antónia Emília de Vasconcelos, João de Vasconcelos Correia, morto durante o Cerco do Porto a 29 de Janeiro de 1832, e de Albana de Vasconcelos Correia e Maria do Carmo de Vasconcelos Correia, ambas casadas com Francisco de Sales da Silveira. Trisavô de Helena Duarte antiga chefe dos correios de Arruda dos Vinhos.

## Biografia
Assentou praça a 6 de Setembro de 1820, como Cadete de Cavalaria, e desde logo tomou parte na guerra acesa entre os partidários da Constituição Portuguesa de 1822 e os Absolutistas que combatiam aquele estatuto político. No recontro da Batalha de Arronches, a 14 de Novembro de 1826, houve-se de modo tão notável que foi promovido a Alferes, por distinção. Fazia parte da Guarnição do Porto quando se deu naquela cidade o levantamento contra o Governo de D. Miguel I de Portugal, a Belfastada, em 1828, tendo tomado parte nos combates da Cruz de Morouços e da Ponte do Cabeço do Vouga. Refugiou-se com seus irmãos na Grã-Bretanha e Irlanda, donde passou à Ilha Terceira. Tomou parte no combate da Batalha da Praia da Vitória e embarcou depois com a força que veio a desembarcar no Mindelo. Entrou nos vários combates travados em torno do Porto e na Batalha de Souto Redondo, já com os galões de Tenente. Foi um dos defensores da posição da Serra do Pilar, violentamente atacada por forças superiores a 8 de Setembro de 1832. Durante esses dias dramáticos, não só revelou o maior valor em combate mas também executou, como voluntário, uma arriscadíssima missão, que consistiu em passar o Rio Douro debaixo de fogo de Artilharia para ir ao Quartel-General receber ordens de que o Comando carecia. Organizado o Regimento de Cavalaria N.º 10 sob o comando do General João Nepomuceno de Macedo, depois 1.º Barão de São Cosme, foi escolhido para Ajudante do Regimento, tendo nessa qualidade entrado nos combates do Sítio do Pasteleiro, junto à Foz do Douro, e de Valongo, a Batalha de Ponte Ferreira. Veio depois para o Sul sob o comando de João Carlos de Saldanha Oliveira e Daun, depois 1.º Conde de Saldanha, 1.º Marquês de Saldanha e 1.º Duque de Saldanha, e, indo depois sobre Torres Novas, bateu-se energicamente com forças Miguelistas das quais fazuiam parte os famosos Dragões de Chaves. Nesse combate foi ferido, e chegou a estar alguns minutos prisioneiro dos adversários, mas foi restituído à liberdade num esforço heróico dos seus Soldados. Distinguiu-se notavelmente ainda na Acção da Torre do Bispo, onde o ataque denodado do Regimento de Cavalaria N.º 10 conseguiu desfazer um quadrado formado pelo Regimento de Infantaria N.º 17, ao serviço da Causa Absolutista. Foi, entretanto, promovido a Capitão e a Major.
Tomou parte activa nas lutas contra o Governo de António Bernardo da Costa Cabral, depois 1.º Conde de Tomar e 1.º Marquês de Tomar, e, a 19 de Abril de 1847, foi promovido a Tenente-Coronel. A 29 de Abril de 1851, depois de vitorioso o movimento de Saldanha, foi promovido a Coronel e colocado como Comandante do Regimento de Cavalaria N.º 4, aquartelado em Santarém. Foi o 12.° Comandante-Geral da Guarda Municipal de Lisboa entre 27 de Dezembro de 1861 e 23 de Dezembro de 1868 e o 1.° Comandante-Geral da Guarda Municipal entre 24 de Dezembro de 1868 e 22 de Setembro de 1869. A 5 de Junho de 1866 era General de Brigada e Comandante-Geral das Guardas Municipais. Nesse posto reprimiu duramente a sedição do Batalhão Expedicionário destinado à Zambézia, aquartelado no Quartel de Alcântara. Comandou depois a Divisão Militar do Porto, conquistando grandes simpatias naquela cidade. A 21 de Janeiro de 1876 foi promovido a General de Divisão, continuando naquele Comando.
Foi Ajudante-de-Campo do Rei D. Luís I de Portugal, Conselheiro de Sua Majestade Fidelíssima, Grã-Cruz da Real Ordem Militar de São Bento de Avis, 174.º Grã-Cruz da Real Ordem Militar da Torre e Espada em 1875, e Excelentíssimo Senhor Grã-Cruz da Real Ordem de Isabel a Católica de Espanha, Comendador da Real Ordem Militar de Nosso Senhor Jesus Cristo, Cavaleiro da Real Ordem Militar de Nossa Senhora da Conceição de Vila Viçosa e condecorado com a Medalha N.º 9 das Campanhas da Liberdade.
O título de 2.º Conde de Torres Novas foi-lhe renovado por Decreto de D. Luís I de Portugal de 2 de Julho de 1877.

## Casamentos e descendência
Casou primeira vez em Angra, depois Angra do Heroísmo, Nossa Senhora da Conceição, a 16 de Junho de 1831, com Gertrudes Carlota de Vasconcelos (Angra do Heroísmo, Nossa Senhora da Conceição, 24 de Novembro de 1809 - ?), filha de Luís José de Vasconcelos e de sua mulher Antónia Ludovina da Fonseca, da qual teve um filho: 
- Júlio César de Vasconcelos Correia (Angra, depois Angra do Heroísmo, 13 de Junho de 1831 - 9 de Março de 1879), casado com Sabina Gomes da Silva, sem geração

Casou segunda vez com Helena Margarida Mackonelt, natural de Lisboa, filha de José Maria Gomes Mackonelt e de sua mulher Maria Felizarda Maia, da qual teve uma filha: 
- Palmira da Conceição de Vasconcelos (? - 1869), solteira e sem geração